# 김정희 필 차호호공
김정희 필 차호호공(金正喜 筆 且呼好共)은 대한민국 서울특별시 성북구 간송미술관에 있는 조선시대의 서예 작품이다. 2018년 4월 20일 대한민국의 보물 제1979호로 지정되었다.

## 개요
‘김정희 필 차호호공’은 “잠시 밝은 달을 불러 세 벗을 이루고, 좋아서 매화와 함께 한 산에 사네(且呼明月成三友」好共梅花住一山)”라는 문장을 두 폭의 대련에 예서로 쓴 것이다. 두 번째 폭에는 “촉(蜀)의 예서 필법으로 쓰다(作蜀隸法)”라는 글귀를 넣어 중국 촉나라 시대의 비석에 새겨진 서체를 응용했음을 밝혔다. 일반적으로 촉예(蜀隷)는 날카로운 파체(破體)를 구사한 한나라 예서[漢隷]에 비해 단정하고 예스러운 필치가 특징이다. 이 작품은 금석학에 조예가 깊었던 김정희의 학문이 예술과 결합된 양상을 잘 보여주는 사례이다. 필획 사이의 간격이 넉넉하고 자획의 굵기가 다양하며, 빠른 붓터치로 속도감 있는 비백(飛白) 효과를 내는 등 운필(運筆)의 멋을 최대한 살린 김정희 서예의 대표작이다.

## 참고 자료
- 김정희 필 차호호공 - 국가유산청 국가유산포털